# 大島 (北海道色丹村)
大島（おおしま）はロシアの行政区分ではサハリン州南クリル管区にあり、日本の行政区分では北海道根室振興局色丹郡色丹村に位置する島。面積は1.28平方キロメートル。ロシア語名はОстров Грига(グリーグ島)。

## 概要
ロシア語名はエドヴァルド・グリーグに因んで命名された。